# Халки (Додеканес)
Ха́лки (греч. Χάλκη), также Халькия — остров в Эгейском море в составе архипелага Додеканес (Южные Спорады), принадлежит Греции.

## География и природа
Небольшой гористый остров с каменистой почвой и скудной растительностью, естественные источники пресной воды практически отсутствуют. Расположен к западу от острова Родос, расстояние до порта города Родос — 65 км (35 морских миль), наименьшее расстояние — 9 км (5 морских миль). Протяжённость береговой линии — около 40 км. Единственный населённый пункт на острове — городок Нимборьо (греч. Νημποριό); он расположен на восточном побережье амфитеатром на склонах гор в защищённой от ветра бухте, вход в которую «прикрывает» маленький островок. В глубине острова находится прежняя «столица» Халки — селение Хорьо (греч. Χωριό), ныне заброшенное. Халки включён список охраняемых природных территорий в рамках экологической сети Natura 2000.

## История
Название острова по одной версии происходит от греч. χαλκός — медь и связано с разработкой медных рудников в античности, по другой — от греч. κάλχη или χάλκη — «фиолетовый, пурпурный» (возможно, связано с добычей здесь пурпуроносных моллюсков).
Греческие мифы называют первыми обитателями Халки титанов. Согласно археологическим данным, остров изначально был заселён пеласгами, которых последовательно сменяли карийцы, дорийцы и финикийцы. Первое упоминание Халки в источниках относится к 478/477 году до н. э. — это налоговые списки Афинского морского союза, членом которого он являлся. Остров упоминается у Фукидида (в качестве базы афинского военного флота во время Пелопоннесской войны), у Скилака и Стефана Византийского (как Χαλκεία или Χάλκεια), а также у Страбона, Теофраста и Плиния (как Χαλκία). Теофраст и Плиний отмечали плодородие почвы острова, позволявшее собирать два урожая в год.
В конце IV веке до н. э. Халки попал в зависимость от Родоса и служил якорной стоянкой родосского флота, так как западное побережье Родоса было для этого непригодно. На эллинистическую эпоху пришёлся расцвет родосской державы, которая обеспечивала безопасность торговли и морских путешествий в Восточном Средиземноморье. В этот период Халки являлся частью целой сети наблюдательных пунктов родосцев, призванных контролировать морские пути. Вместе с Родосом Халки попал под власть Рима. В VII веке он был захвачен арабами, освобождён в 825 году.
Когда рыцари-иоанниты овладели Родосом (1309), под их власть попал и Халки; на месте древнего акрополя ими была возведена крепость. Вместе с Тилосом остров был передан в ленное владение Барелло Ассанти с Искьи (1366), а затем был сдан в аренду Драгонетто Клавелли (1385). Халки подвергался набегам турок, и в 1450 и 1492/1493 годах его жители переселялись на Родос, так как остров уже не мог обеспечить им защиту и пропитание.
Халки был захвачен турками вскоре после падения Родоса. На несколько столетий остров разделил судьбу остальных греков, хотя и пользовался определённым самоуправлением. Согласно официальным документам османского периода халкийцы были обязаны ежегодно отправлять определённое количество губок к султанскому двору. Остров сохранял своё стратегическое значение как наблюдательный пункт на подступах к Родосу. Когда в 1658 году венецианский адмирал (и будущий дож) Франческо Морозини предпринял попытку захватить Родос, она закончилась неудачей из-за того, что халкийцы вовремя предупредили гарнизон. В отместку венецианцы высадили карательный отряд, который поджёг пещеру на горе Клисура (Κλεισούρα), служившую убежищем островитянам, и они задохнулись в дыму. Пещера со следами огня сохранилась до настоящего времени и известна под названием Καμένο Σπήλιο («Сожжённая пещера»).
После Греческой революции Халки остался под властью Османской империи. В ходе итало-турецкой войны Халки вместе с другими Додеканесскими островами был захвачен итальянцами (1912); несмотря на то, что по условиям мирного соглашения Италия обязывалась вернуть архипелаг Турции, в связи с началом Первой мировой войны он остался под итальянским контролем, а в 1923 году по Лозаннскому мирному договору был формально присоединён к Италии.
После Второй мировой войны по Парижскому мирному договору между Итальянской республикой и странами-победительницами острова Додеканес были переданы Греции. В первой половине XX века Халки пережил экономический упадок и сильный отток населения (в период расцвета население острова составляло несколько тысяч человек).

## Достопримечательности и культура
На острове насчитывается около 360 церквей и часовен (то есть больше, чем жителей), крупнейшая — церковь св. Николая в Нимборьо (1861), выделяющаяся среди всех строений своей величественной колокольней. Возле пляжа Понтамос недалеко от Нимборьо находится античный некрополь из высеченных в скале гробниц; в 1931 году итальянцами в ходе археологических раскопок здесь были обнаружена краснофигурная керамика IV века до н. э. и другие предметы быта. Многие здания в Нимборьо построены в неоклассическом стиле (здание муниципалитета с Часовой башней, XIX век), некоторые представляют собой образец итальянской архитектуры периода между мировыми войнами.
Хорьо — прежняя «столица» Халки, построенная в глубине острова для защиты от набегов пиратов, оставалось таковой вплоть до XIX века. Его каменные дома, стоящие амфитеатром на окрестных холмах, напоминают об эпохе расцвета Халки. Над Хорьо на прибрежной скале с крутыми склонами возвышаются руины крепости рыцарей-иоаннитов (неплохо сохранились ворота с гербом великого магистра Пьера д’Обюссона и стена, обращённая к острову). На стенах заброшенной церкви св. Николая (не путать с церковью в Нимборьо), расположенной внутри крепости, можно найти фрагменты фресок XV и XVII веков.
В Нимборьо работает краеведческий музей (λαογραφικό μουσείο), где можно ознакомиться с традиционными нарядами и предметами быта халкийцев, а также археологическими находками. На острове есть несколько пляжей, оборудованных для туристов. Ежегодно с 1 по 15 сентября проводится фестиваль.

## Экономика
До Второй мировой войны на острове успешно развивалось сельское хозяйство: выращивание зерновых и бобовых культур, винограда, производство вина и оливкового масла, но в последующие годы эти отрасли пришли в упадок из-за сильного оттока населения. В настоящее время из сельскохозяйственных отраслей сохраняются козоводство и овцеводство, а также ограниченное производство мёда и сыра — в основном, для собственного потребления. Население в основном занято в торговле, рыболовстве, рыбоводстве и добыче губок. В последние годы развивается туризм. В 1983 году Халки был объявлен «Островом мира и дружбы молодёжи всей Земли», и здесь была построена турбаза для молодёжи.

## Известные уроженцы
- Дьякос, Александрос — первый греческий офицер, павший в итало-греческой войне (1940).

## Галерея

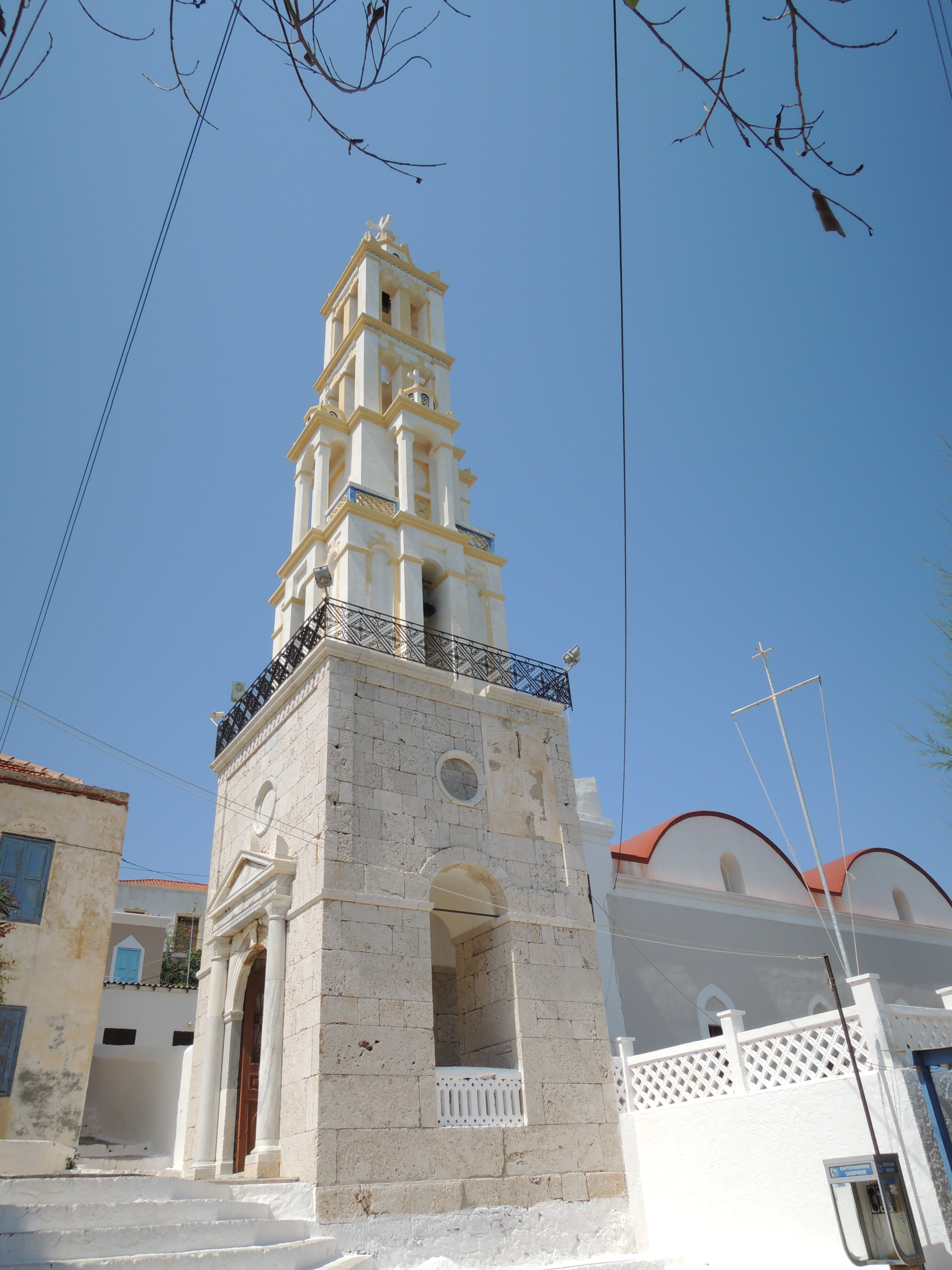
Церковь св. Николая
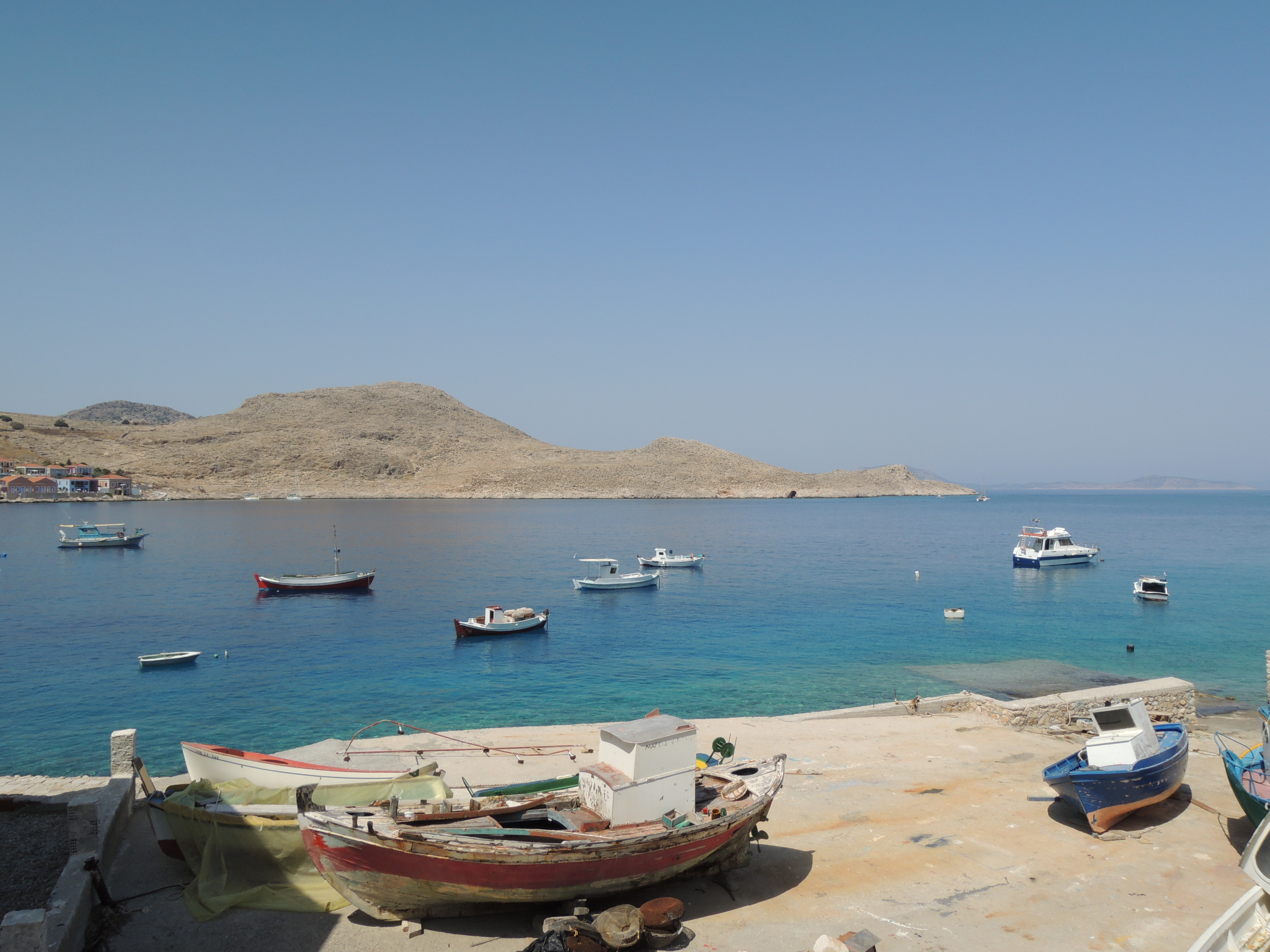
Порт в Нимборьо
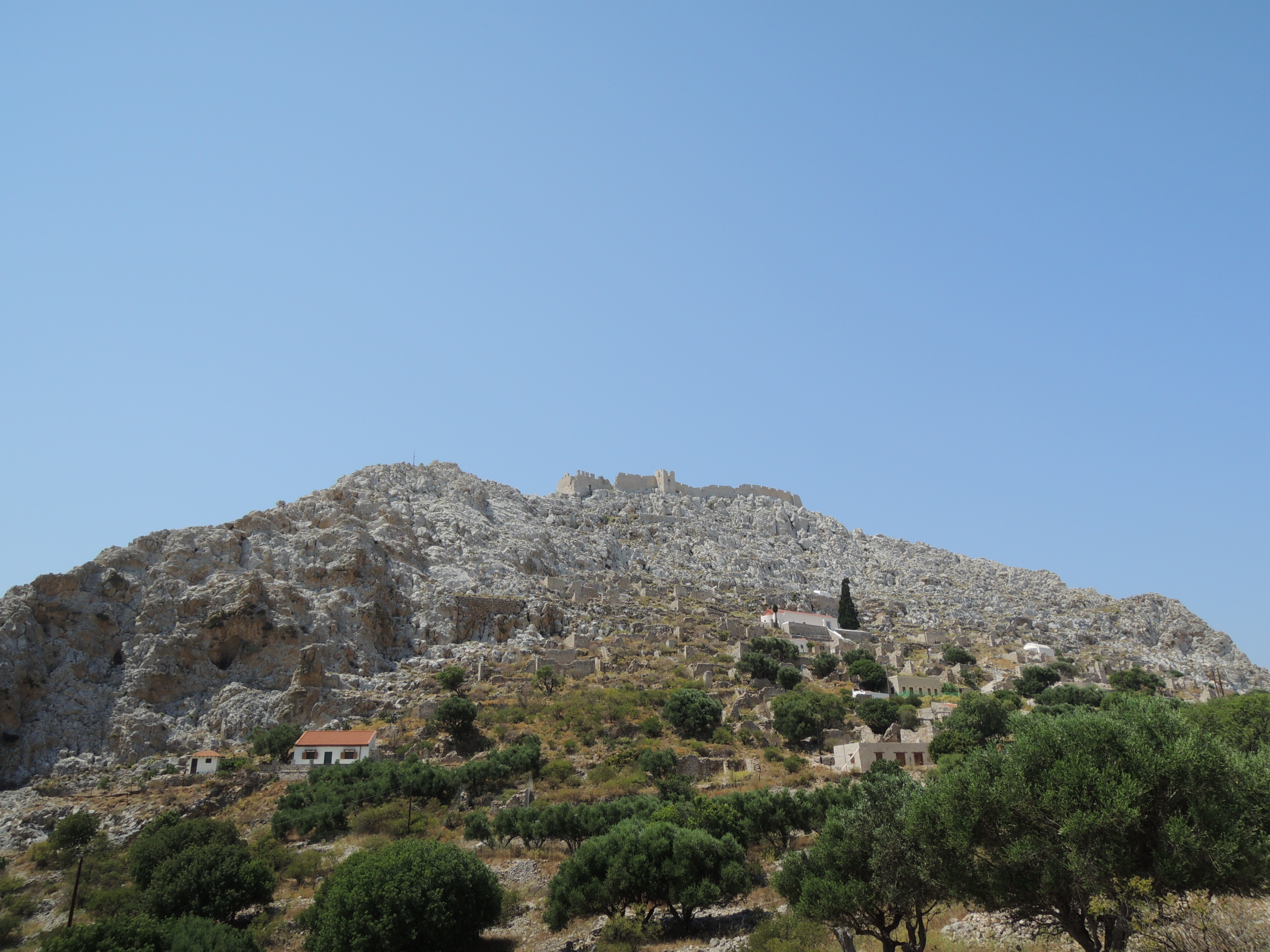
Вид на руины крепости
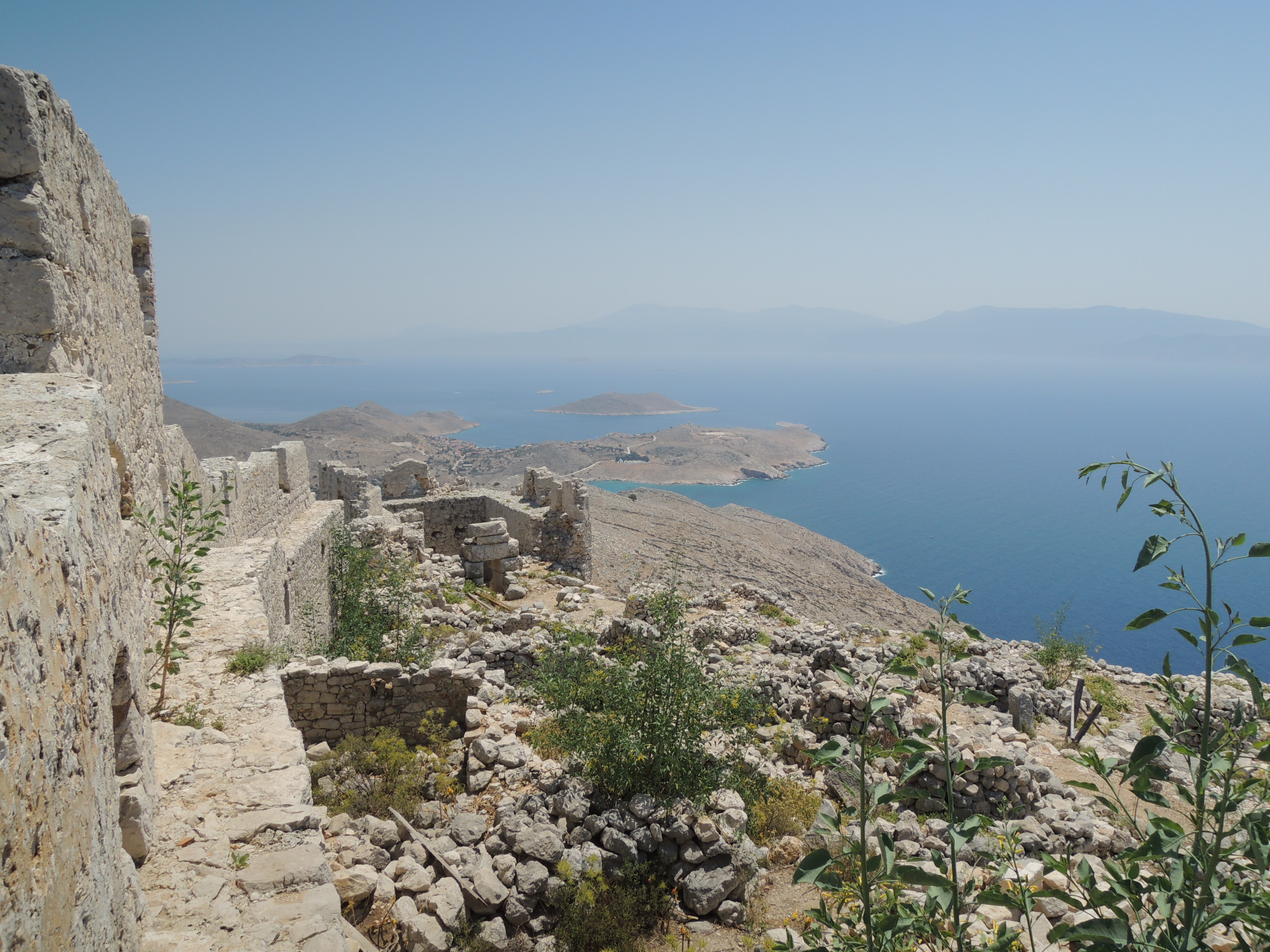
Вид на побережье из крепости